# 国際生物多様性の日

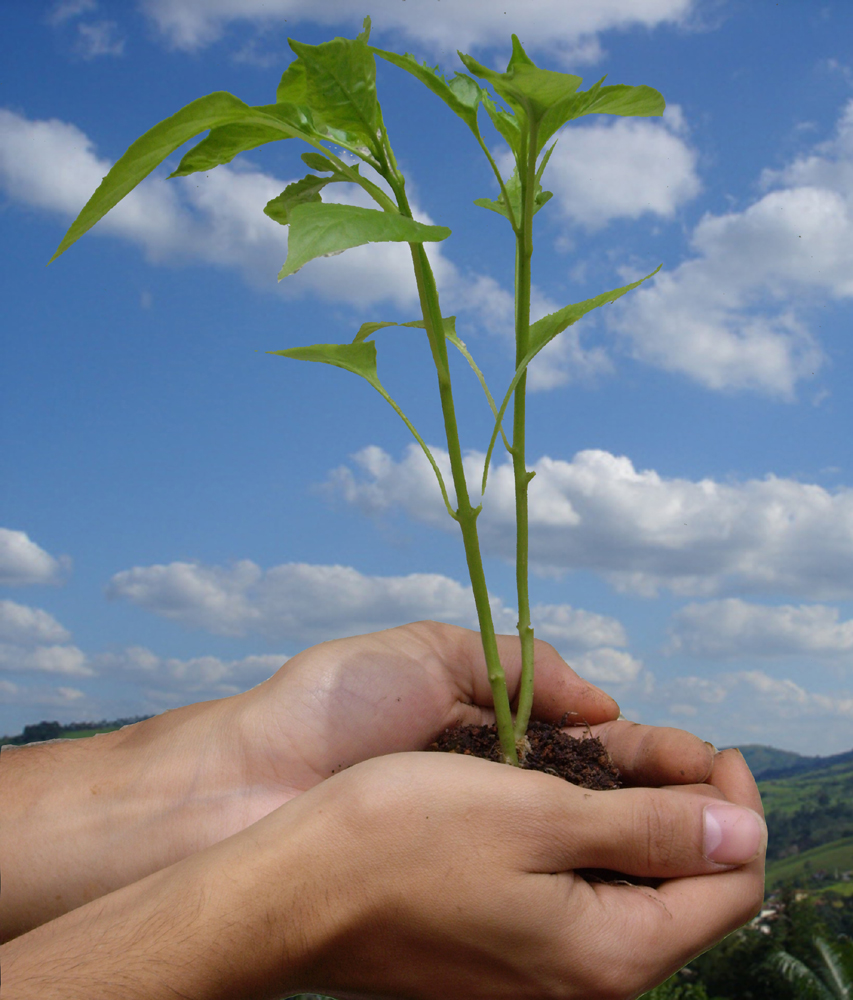

国際生物多様性の日（こくさいせいぶつたようせいのひ、英: International Day for Biological Diversity, World Biodiversity Day）は、生物の多様性が失われつつあること、また、それに纏わる諸問題に対する人々の認知を広めるために国際連合が制定した記念日（国際デー）である。毎年5月22日。

## 概要
この祝日は生物の多様性に関する条約（英: Convention on Biological Diversity）が締結された日を祝うことを目的に定められたものである。また、1993年に開かれた国連総会第二委員会において定められたものであるが、2000年までは、その日付は、その条約が締結された日付である12月29日とされていた。
国連ではこの日の午前10時（現地時間）に森林破壊の解消のため「植樹を行なおう」と呼びかけており、これに呼応して各国・地域ではいっせいに木を植える「グリーンウェイブ」と呼ばれる植樹イベントが開催されている。2025年のテーマは「自然との調和と持続可能な開発」である。なお、2017年のテーマは「生物多様性とサステイナブルツーリズム」であり、2018年のテーマは「生物多様性のための行動の25周年を祝して」であった。

## 気候変化に起因する生態系の変化
近年開かれたミレニアム生態系評価では、21世紀末までに気候の変化が生物の多様性を失わせる直接的で影響力のあるものになる恐れが大きいということが示されている。
近年なされた温度変化の予想においては2100年までに1.4℃-5.8℃の上昇が見込まれており、このことが生態分布の変化、種の絶滅率の上昇、生殖の周期の変化、植物の成長期間の長さの変化など様々な形で、生物に影響を与えることが予想される。